# HMS Queen Elizabeth (1913)
El HMS Queen Elizabeth (00) fue un acorazado de la Royal Navy que entró en servicio durante la Primera Guerra Mundial y fue el cabeza de serie de su clase, a la que dio nombre.

## El Buque
Aunque eran algo lentos, tenían un armamento razonable a su categoría y un buen blindaje. En los años 30, fue profundamente modernizado, con nuevas máquinas y aún mayor protección horizontal, nuevo puente y nuevas centrales directoras de tiro y más artillería AA.

## Historial

### Primera Guerra Mundial
Se incorporó al servicio en enero de 1915. Estando todavía en período de pruebas en alta mar, fue enviado al Mediterráneo, al estrecho de los Dardanelos para intentar golpear al Imperio Otomano y dejarlo fuera de la guerra. El Queen Elizabeth era el único acorazado moderno existente, aunque un cierto número de cruceros de batalla y de acorazados de clase anterior al Dreadnought también estuvieron implicados. Participó como buque insignia en las operaciones navales preliminares en la campaña de los Dardanelos.
El parte oficial del Almirantazgo del 9 de marzo relataba lo siguiente en relación con el buque en aquellos días:

«El día 5 el Triumph, el Occean [sic] y el Albion penetraron en el estrecho y atacaron el fuerte número 8 [Dardanus] y las baterías de Roca Blanca. Los morteros y las piezas de campaña de los fuertes contestaron.» [...]
«El día 6, el Queen Elizabeth, sostenido por el Agammenon y el Occean [sic], comenzó el ataque del fuerte Hamidié-Tabia, defendido por dos piezas de 14 pulgadas y siete de 4, y del fuerte Hamidié III, al que defendían dos piezas de 14 pulgadas, una de 9-4, una de 8-2 y cuatro de 5-9»
Parte oficial del Almirantazgo británico del 9 de marzo de 1915

El Queen Elizabeth participó en el ataque general del 18 de marzo en los Dardanelos, que no alcanzó los resultados deseados para el bando aliado. Del periplo del Queen Elizabeth aquel 18 de marzo, el parte oficial del Almirantazgo del día posterior relataba lo siguiente:

«A las diez y cuarenta y cinco minutos de la mañana, el Queen Elizabeth, el Agamennon, el HMS Inflexible y el Lord Nelson bombardearon los fuertes de Kilid-Bahr y Tchanak, mientras que el Triumph y el Prince George cañoneaban las baterías de Naher-Guyan, Deguirmen-Burn, Hamidié y Sultanié.»[...]
«A las doce y veintidós, el Suffren, el Gaulois, el Charlemagne y el Bouvet, se internaron en los Dardanelos y atacaron los fuertes de alcance pequeño, respondiéndoles vigorosamente los anteriormente citados de Kilid-Bahr y Tchanak.»
«Los diez acorazados aliados fueron alcanzados por los proyectiles enemigos, pero redujeron los fuertes al silencio.»
«A la una y veinticinco minutos de la tarde cesó el fuego en todos los frentes.»
«El Vengeance, el Irresistible, el Occean [sic], el Swiftsure y el Majestic se lanzaron hacia el interior del estrecho para reemplazar a los acorazados averiados.»
Parte oficial del Almirantazgo británico del 19 de marzo de 1915

Durante la Batalla de Galípoli el 25 de abril, el Queen Elizabeth, era el buque insignia del general Sir Ian Hamilton, comandante de la fuerza expedicionaria mediterránea. Sin embargo, después de hundirse el HMS Goliath por un torpedero turco el 12 de mayo, el Queen Elizabeth fue inmediatamente apartado a una posición más segura.
Se unió al 5.° Escuadrón de Batalla del almirante Hugh Evan-Evan-Thomas (compuesta por los acorazados de la clase Queen Elizabeth) de la Gran Flota con base en Scapa Flow. No estuvo presente en la Batalla de Jutlandia debido a que se encontraba en período de mantenimiento.

### Segunda Guerra Mundial
El 1 de septiembre de 1939 no estaba en la lista de los buques en servicio de la Royal Navy, ya que desde el 1 de agosto de 1937 se encontraba en dique seco, sometido a obras de modernización, que fueron retrasadas con el inicio de la contienda y los ataques aéreos, lo que motivó que tuviera que trasladarse desde Portsmouth hasta Rosyth para completarse las obras. El HMS Queen Elizabeth no entró en servicio hasta el 31 de enero de 1941. 
En mayo fue destinado al Mediterráneo como buque almirante del 1.er Escuadrón de Batalla de la Mediterranean Fleet, para proteger a un convoy. 
Establecido desde el 12 de mayo de 1941 en el puerto de Alejandría, operó en el Mediterráneo Oriental, en la evacuación de Creta y en la protección de los convoyes a Malta. 
El 19 de diciembre de 1941, mientras se encontraba atracado en el puerto de Alejandría fue hundido por un ataque de minas magnéticas, adheridas al barco por los buzos italianos, Antonio Marceglia y Spartaco Schergat, transportados en torpedos humanos Maiale. Las cargas explotaron bajo la sala de máquinas B y abrieron una brecha de 58 metros de longitud por 6 metros de anchura en el doble casco. Tres salas de calderas quedaron inundadas en cuestión de minutos y el acorazado se hundió, aunque la cubierta principal y la superestructura quedaron por encima de la línea de flotación. Sólo 9 tripulantes perecieron en el hundimiento del acorazado. En el ataque también serían hundidos el HMS Valiant, el petrolero noruego Sagona y el destructor HMS Jervis por los cuatro buzos militares restantes de la Regia Marina.
Después de reflotarlo y llevar a cabo las reparaciones de urgencia, el barco partió para los Estados Unidos donde necesitó unas nuevas y completas obras de reparación y modernización en la base naval de Norfolk, a donde llegó el 27 de junio de 1942. 
Un año después, el 26 de junio de 1943 partió para Inglaterra donde entró en servicio con la Home Fleet. El 23 de diciembre de 1943 fue enviado al Océano Índico con el 1.er Escuadrón de Batalla para ingresar en la Eastern Fleet en Colombo, a donde llegó el 30 de enero de 1944. Como buque insignia participó en el raid de los portaaviones contra Sabang (del 16 al 24 de abril de 1944), Surabaya (con la Task Force 65, del 6 al 27 de mayo) y en un nuevo raid, mixto de bombardeo aéreo de los portaaviones y de los cañones de los acorazados en Sabang (del 22 de junio al 17 de julio), siendo ésta la primera vez que la Eastern Fleet empleaba sus cañones contra objetivos japoneses en tierra. 
Estuvo en dique seco por obras de mantenimiento en Durban, Sudáfrica, entre octubre y noviembre de 1944, aunque participó en el raid contra las refinerías en Begawan y los aeródromos de Sabang, que llevaron a cabo los portaaviones del 17 al 23 de noviembre. 
Dio apoyo artillero en el desembarco en la isla Ramree durante la campaña del Arakan en enero de 1945 y en abril, como unidad de la Task Force 63, tomó parte en otra incursión de los portaaviones contra Sabang. En ese mismo mes, se vio envuelto en el bombardeo contra Nicobar y Port Blair en las islas Andamán, ocupadas por los japoneses y cubrió la toma de Rangún. 
Fue relevado por el HMS Nelson el 12 de julio de 1945 y regresó a Inglaterra, llegando a Portsmouth el 7 de agosto de 1945 y pasó a la reserva en Rosyth el día 10. Sirvió como buque cuartel hasta que fue enviado para el desguace el día 19 de marzo de 1948, siendo dado de baja de la lista de la Royal Navy el 15 de mayo y poco después, el 7 de julio de 1948, comenzaron las obras de desguace en el Arnott Young's Dalmuir Yard; el casco fue desguazado en Troon, poco después.